# El Güegüense
El Güegüense (també conegut com a Macho Ratón) és un drama satíric i va ser la primera obra de teatre de la literatura nicaragüenca realitzada al segle xvi per un autor anònim. Està inscrita des de l'any 2005 com Obra Mestra del Patrimoni Oral i Intangible de la Humanitat, i com Patrimoni Cultural Immaterial de la Humanitat el 2008, III sessió.
L'obra El Güegüense és una síntesi de la fusió de les cultures espanyola i indígena que combinen el teatre, la dansa i la música, estant considerada entre les expressions folklòriques i literàries més distintives de l'era colonial a l'Amèrica Llatina i tot Europa.
Existeix també un monument en el seu honor en una de les rotondes de Managua.

## Representació
El Güegüense és presentat durant les festes patronals de sant Sebastià a Diriamba (departament de Carazo) del 17 al 27 de gener. L'obra incorpora text, balls, gests, salts i sons al ritme del tamborí i el xiulet. A Masaya, nomenat oficialment «Bressol del Folklore Nicaragüenc» i ciutat on va néixer l'obra en el segle xvi, es presenta novament des de 2011 després d'haver estat interrompuda per dècades i la representació inclou música, ball i textos narrats pels membres del grup. Ha estat representat des dels seus començaments en honor de la Verge de l'Assumpció el dia que se celebra el seu onomàstic.

## Origen
L'obra de teatre va ser escrita per un autor anònim a la fi del segle xvi. L'origen o autor de la seva música també és desconegut. Originant-se a l'atri de la Basílica de Nostra Senyora de l'Assumpció a Masaya el 1673 signat pel doctor Mantica i l'original del doctor Brinton. Convertint-se en una de les més antigues obres de teatre indígena de l'hemisferi occidental. Es va transmetre oralment durant molts segles fins que finalment va ser escrit i publicat en un llibre. Segons la primera versió escrita de l'obra, aquesta té 314 parlaments i va ser originàriament escrit en náhuatl. Altres estudiosos afirmen que la llengua original en la qual va ser escrit va ser en mangue, una de les que es parlava en la zona de «La Gran Manquesa» que conformaven: Masaya, Granada, Carazo i Managua.
Una opinió dissident sobre el personatge "Güegüense" presenta el Dr. Moisés Hassan Morales, en el seu llibre La maldición del Güegüense (Managua 2016), per exemple constatant «D'una lectura assenyada de l'obra no pot menys que emergir un G.[Güegüense] que, alguna cosa més que un vulgar bufó, és un personatge altament ambiciós, un roí oportunista per a qui no és l'engany obstacle que es pot interposar entre ell i els seus fins.» Submís i servil al poder, per assolir avantatges; ho presenta com a encarnació d'una actitud molt freqüentment observada en la societat nicaragüenca.

## Etimologia
El nom de l'obra prové del personatge principal, El Güegüense, el qual es deriva de la paraula nahuatl huehue, que significa vell o savi.

## Història
El Güegüense representa el folklore de Nicaragua, per tant, la UNESCO ho va proclamar Obra Mestra del Patrimoni Oral i Immaterial de la Humanitat el 2005 convertint a Nicaragua en l'únic país a Amèrica Central i un dels sis a l'Amèrica Llatina en tenir dues obres mestres proclamades per la UNESCO.

### Personatges principals de l'obra
- L'algutzir
- El Güegüense
- Don Forsico
- Don Ambrosbuheio
- Capitá algurzir major
- Governador Tastuanes
- Escrivà reial
- Regidor reial

### Personatges secundaris de l'obra
- Les Dones:
  - Senyora Suche Malinche - (Al costat de dues dames que l'acompanyen)
- Els Mascles :
  - Mascle-moto, Mascle-vell, Mascle-amoïnat i Mascle de l'estat d'Oaxaca